# Виртуальные кантоны
Виртуальные кантоны — это концепция, предложенная Родериком Т. Лонгом, в которой государство должно быть разделено структурно на несколько независимых юрисдикций(кантонов), предоставляющих своим гражданам определенный спектр услуг, таких как определенная налоговая политика, представительство на национальном уровне и пр.

## Основные положения
Родерик Лонг придерживается позиции Томаса Джефферсона, которую тот выразил, когда его спросили о наиболее эффективном и свободном обществе, как: "децентрализовать, децентрализовать и децентрализовать". Конкуренция между различными юрисдикциями, являющимися проводниками определённого набора услуг, таких как образование, медицина и пр., приведет к повышению качества предоставляемых ими услуг и позволит гражданам всегда иметь возможность перейти  к более удовлетворяющей их юрисдикции без больших затрат (то есть голосовать ногами). Это будет возможно осуществить с помощью технологии электронного гражданства, которая была впервые использована правительством Эстонии. Такая система позволит значительно ограничить влияние федеральной власти на гражданина, и дать возможность гражданину самому выбирать наиболее близкие ему модели политического устройства, экономической и социальной политики. При наличии у населения возможности сменить юрисдикцию, когда затраты на это практически равны нулю, правительства, не пользующиеся большой популярностью, будут терять клиентов и в результате обанкротятся.

В результате политической конкуренции такие аспекты, как оптимальная величина кантона и пр., будут создаваться и выясняться в результате множества различных проб и ошибок, стоимость которых вполне возможно свести к нулю в условиях политической децентрализации.
Децентрализация, по мнению автора концепции, значительно снижает стоимость ошибок федерального правительства и позволяет конкуренции отсеивать нежизнеспособные модели, при этом не принося значительного вреда государству. Эффективность конкуренции между политическими юрисдикциями обратно пропорциональна затратам на смену юрисдикции. 

## Функции виртуальных кантонов
Члены кантонов, способные свободно переходить из одной юрисдикции в другую, будут ценным ресурсом для юрисдикций, вынужденных конкурировать за них. Таким образом, кантоны вынуждены будут создавать наиболее комфортные условия для своих членов и для привлечения новых жителей.
Виртуальные кантоны также смогут представлять своих членов на национальном уровне, в результате чего будут ликвидированы некоторые изъяны представительной демократии.
Также достаточно важно, чтобы новые юрисдикции и кантоны могли создавать группы людей, обладающие достаточной для этого численностью.

## Современные аналоги
Современная Швейцария разделена на большое количество кантонов, каждый из которых имеет свои законы, суды, полицию и пр. На достаточно небольшой территории благодаря политической децентрализации и малой стоимости перехода из одной юрисдикции в другую спокойно уживаются представители нескольких национальностей, общающиеся на более чем четырех языках.

## Исторические примеры
Исландское Свободное Содружество (930–1262 гг.), действовавшее по системе «Тинг» , является одним из лучших примеров подобной системы устройства общества. На вершине политической власти стояло национальное собрание, обладавшее судебными органами, Альтинг. В каждом из четырех географических регионов Исландии Альтингу подчинялся один Квартинг, однако лишь эта структурная единица была четко географически привязана. Каждый квартинг был разделен на три или четыре Вартинга, под которым находились три Тинга. В каждом Тинге управляющим был определенный Годи(вождь), который защищал членов своего Тинга, назначал судей, а тингмены в свою очередь платили ему деньгами или дарили подарки. Житель мог перейти в любой из 9-12 Тингов, находившихся в его Квартинге, просто заявив об этом перед свидетелями. Таким образом, стоимость перехода из одного Тинга в другой была крайне мала, в результате чего такая система децентрализованной власти простояла без малого три века.
Тем не менее, в системе существовали и изъяны. Согласно закону, создание новых Тингов было запрещено, что позволило аристократии в какой то момент получить власть над всеми Тингами, что было бы невозможно, если бы количество тунгов не было фиксированным. Тем не менее, как показала практика, подобная форма государственного устройства достаточно устойчива и вполне подходит для современности, а усовершенствовать ее позволят новые технологии и более развитые общественные институты.